# Stimmkreis Straubing
Der Stimmkreis Straubing (Stimmkreis 209) ist ein bayerischer Stimmkreis im Wahlkreis Niederbayern, der in seiner jetzigen Form seit den bayerischen Land- und Bezirkstagswahlen 1998 besteht. Er setzt sich aus der kreisfreien Stadt Straubing sowie dem Landkreis Straubing-Bogen zusammen. Vor den Wahlen im Jahr 2003 wurde die Nummer des Stimmkreises von 210 auf 209 geändert, da aufgrund einer Reform der Stimmkreiseinteilung in Niederbayern der Stimmkreis 203 Freyung-Grafenau entfiel.

## Landtagswahl 2023
Die Landtagswahl 2023 am 8. Oktober 2023, zu der im Stimmkreis Straubing insgesamt 111.662 Einwohner wahlberechtigt waren, hatte folgendes Ergebnis: und erzielten folgende Ergebnisse:
| Nr. | Direktkandidat      | Partei       | Erststimmen in % | Gesamtstimmen in % |
| --- | ------------------- | ------------ | ---------------- | ------------------ |
| 1   | Josef Zellmeier     | CSU          | 42,9             | 37,5               |
| 2   | Feride Niedermeier  | GRÜNE        | 7,2              | 6,6                |
| 3   | Tobias Beck         | Freie Wähler | 19,3             | 26,6               |
| 4   | Johann Müller       | AfD          | 18,9             | 17,7               |
| 5   | Marvin Kliem        | SPD          | 4,4              | 4,2                |
| 6   | Julian Kofler       | FDP          | 1,8              | 1,7                |
| 7   | Johannes Spielbauer | LINKE        | 1,1              | 1,0                |
| 8   | Johannes Goetz      | BP           | 1,4              | 1,1                |
| 9   | Michael Röder       | ÖDP          | 3,1              | 3,1                |
| 10  | -                   | V-Partei³    | -                | 0,2                |
| 11  | -                   | dieBasis     | -                | 0,3                |

## Landtagswahl 2018
Im Stimmkreis waren insgesamt 111.526 Einwohner wahlberechtigt. Die Landtagswahl am 14. Oktober 2018 hatte folgendes Ergebnis:
| Direktkandidat          | Partei           | Erststimmen in % | Gesamtstimmen in % | Veränderung der Gesamtstimmen im Vergleich zur Landtagswahl 2013 in % |
| ----------------------- | ---------------- | ---------------- | ------------------ | --------------------------------------------------------------------- |
| Josef Zellmeier         | CSU              | 46,1             | 44,4               | − 10,6                                                                |
| Olaf Sommerfeld         | SPD              | 5,0              | 4,6                | − 7,0                                                                 |
| Tobias Beck             | Freie Wähler     | 13,0             | 16,1               | + 1,3                                                                 |
| Feride Niedermeier      | GRÜNE            | 9,5              | 9,0                | + 5,9                                                                 |
| Josefa Schmid           | FDP              | 4,3              | 3,9                | + 1,1                                                                 |
| Karl Heinz Ringlstetter | LINKE            | 2,6              | 2,4                | + 0,7                                                                 |
| Florian Geisenfelder    | BP               | 2,5              | 2,2                | − 0,5                                                                 |
| Bernhard Suttner        | ÖDP              | 3,7              | 3,2                | − 1,0                                                                 |
| -                       | PIRATEN          | -                | 0,2                | − 1,3                                                                 |
| Manfred Kleinschwärzer  | AfD              | 13,4             | 13,5               | + 13,5                                                                |
| -                       | mut              | -                | 0,1                | + 0,1                                                                 |
| -                       | Tierschutzpartei | -                | 0,3                | + 0,3                                                                 |
| -                       | V-Partei³        | -                | 0,1                | + 0,1                                                                 |

## Landtagswahl 2013
Die Landtagswahlen zum 17. Bayerischen Landtag fanden am 15. September 2013 statt. Im Stimmkreis Straubing traten elf Parteien an, die auch jeweils einen Direktkandidaten zur Wahl stellten. Die Violetten traten nicht mehr, die Piraten zum ersten Mal an.
Neben Josef Zellmeier, der sein Direktmandat verteidigen konnte, zog Hans Ritt über die Bezirksliste Niederbayern der CSU in den Landtag ein.

### Wahlbeteiligung
Von den 111.081 Stimmberechtigten übten 69.072 ihr Wahlrecht aus, was einer Wahlbeteiligung von 62,18 % entspricht. In der Stadt Straubing betrug der Anteil der Wähler unter den 34.587 Stimmberechtigten 52,61 %, im Landkreis Straubing-Bogen gingen 66,51 % der 76.494 Stimmberechtigten zur Wahl. Die Wahlbeteiligung lag damit bei einer um 2,4 % höheren Stimmberechtigtenzahl etwa auf dem gleichen Niveau wie 2008.
|              | Gültige | Ungültige |
| ------------ | ------- | --------- |
| Erststimmen  | 68.338  | 733       |
| Zweitstimmen | 67.868  | 1202      |

### Ergebnisse
| Wahlvorschlag | Name              | Partei  | Erststimmen    | Anteil der Erststimmen | Zweitstimmen   | Anteil der Zweitstimmen |
| ------------- | ----------------- | ------- | -------------- | ---------------------- | -------------- | ----------------------- |
| 1             | Josef Zellmeier   | CSU     | 36.921 (+8309) | 54,03 % (+8,45 %)      | 38.051 (+6492) | 56,07 % (+5,22 %)       |
| 2             | Peter Stranninger | SPD     | 9089 (−3288)   | 13,30 % (−6,42 %)      | 6826 (+337)    | 10,06 % (−0,40 %)       |
| 3             | Ludwig Waas       | FW      | 9441 (+1859)   | 13,82 % (+1,74 %)      | 10.635 (+1704) | 15,67 % (+1,28 %)       |
| 4             | Matthias Ernst    | GRÜNE   | 1783 (+107)    | 2,61 % (−0,06 %)       | 2557 (+626)    | 3,77 % (+0,66 %)        |
| 5             | Josefa Schmid     | FDP     | 1962 (−1699)   | 2,87 % (−2,96 %)       | 1838 (−2189)   | 2,71 % (−3,78 %)        |
| 6             | Karl Ringlstetter | LINKE   | 1255 (−644)    | 1,84 % (−1,18 %)       | 1058 (−1035)   | 1,56 % (−1,81 %)        |
| 7             | Bernhard Suttner  | ÖDP     | 3532 (−207)    | 5,17 % (−0,79 %)       | 2098 (−1235)   | 3,09 % (−2,28 %)        |
| 8             | Franz Kieninger   | REP     | 491 (−482)     | 0,72 % (−0,83 %)       | 544 (−469)     | 0,80 % (−0,83 %)        |
| 9             | Sascha Roßmüller  | NPD     | 1164 (−457)    | 1,70 % (−0,88 %)       | 1270 (−504)    | 1,87 % (−0,99 %)        |
| 10            | Ludwig Bindhammer | BP      | 1737 (+1100)   | 2,54 % (+1,53 %)       | 1905 (+1092)   | 2,81 % (+1,50 %)        |
| 11            | Heiko Schumann    | PIRATEN | 963 (+963)     | 1,41 % (+1,41 %)       | 1086 (+1086)   | 1,60 % (+1,60 %)        |

## Landtagswahl 2008
Die Landtagswahlen zum 16. Bayerischen Landtag fanden am 28. September 2008 statt. Im Stimmkreis Straubing traten elf Parteien an. Die Partei Die Violetten stellte keinen Direktkandidaten zu Wahl. Herbert Ettengruber, der bisherige Inhaber des Direktmandats, trat ebenso wie die Partei Bürgerrechtsbewegung Solidarität (BüSo) nicht mehr zur Wahl an. Die Parteien Die Linke, Die Violetten und NPD waren 2003 nicht angetreten.
Neben dem Gewinner des Direktmandats, Josef Zellmeier, zog Reinhold Perlak über die Bezirksliste Niederbayern der SPD in den Landtag ein.

### Wahlbeteiligung
Von den 109.402 Stimmberechtigten übten 63.426 ihr Wahlrecht aus, was einer Wahlbeteiligung von 57,98 % entspricht. In der Stadt Straubing war dabei der Anteil der Wähler unter den 34.186 Stimmberechtigten mit 49,15 % wie auch schon fünf Jahre zuvor deutlich niedriger als im Landkreis Straubing-Bogen der auf 61,99 % bei 75.216 Stimmberechtigten kam. Insgesamt konnte die Wahlbeteiligung um 0,87 % oder 2165 Wähler gesteigert werden und der Stimmkreis Straubing lag somit wie 2003 auf dem gleichen Niveau wie der Freistaat Bayern (58,1 %).
|              | Gültige | Ungültige |
| ------------ | ------- | --------- |
| Erststimmen  | 62.777  | 649       |
| Zweitstimmen | 62.067  | 1358      |

### Ergebnisse
| Wahlvorschlag | Name                  | Partei        | Erststimmen      | Anteil der Erststimmen | Zweitstimmen     | Anteil der Zweitstimmen |
| ------------- | --------------------- | ------------- | ---------------- | ---------------------- | ---------------- | ----------------------- |
| 1             | Josef Zellmeier       | CSU           | 28.612 (−11.695) | 45,58 % (−20,97 %)     | 31.559 (−10.110) | 50,85 % (−18,73 %)      |
| 2             | Reinhold Perlak       | SPD           | 12.377 (+5550)   | 19,72 % (+8,45 %)      | 6489 (−583)      | 10,45 % (−1,36 %)       |
| 3             | Daniel Zwickl         | GRÜNE         | 1676 (+447)      | 2,67 % (+0,64 %)       | 1931 (+534)      | 3,11 % (+0,78 %)        |
| 4             | Ludwig Waas           | FW            | 7582 (+2981)     | 12,08 % (+4,48 %)      | 8931 (+4966)     | 14,39 % (+7,77 %)       |
| 5             | Monika Rauschendorfer | FDP           | 3661 (+2734)     | 5,83 % (+4,30 %)       | 4027 (+3196)     | 6,49 % (+5,10 %)        |
| 6             | Erwin Söldner         | REP           | 973 (−492)       | 1,55 % (−0,87 %)       | 1013 (−501)      | 1,63 % (−0,90 %)        |
| 7             | Bernhard Suttner      | ödp           | 3739 (−538)      | 5,96 % (−1,10 %)       | 3333 (+443)      | 5,37 % (+0,55 %)        |
| 8             | Alfred Metzl          | BP            | 637 (−298)       | 1,01 % (–0,53 %)       | 813 (+295)       | 1,31 % (+0,45 %)        |
| 9             | Dietmar Kuschke       | LINKE         | 1899 (+1899)     | 3,02 % (+3,02 %)       | 2093 (+2093)     | 3,37 % (+3,37 %)        |
| 10            | –                     | Die Violetten | –                | –                      | 104 (+104)       | 0,17 % (+0,17 %)        |
| 11            | Sascha Roßmüller      | NPD           | 1621 (+1621)     | 2,58 % (+2,58 %)       | 1774 (+1774)     | 2,86 % (+2,84 %)        |

## Bezirkstagswahl 2008
| Wahlvorschlag | Name                     | Partei                | Erststimmen      | Anteil der Erststimmen | Zweitstimmen   | Anteil der Zweitstimmen |
| ------------- | ------------------------ | --------------------- | ---------------- | ---------------------- | -------------- | ----------------------- |
| 1             | Franz Schedlbauer        | CSU                   | 29.580 (−11.308) | 47,39 % (-20,51 %)     | 30.004 (−9940) | 49,06 % (-18,58 %)      |
| 2             | Peter Stranninger        | SPD                   | 8597 (+1880)     | 13,77 % (+2,62 %)      | 6862 (+66)     | 11,22 % (-0,29 %)       |
| 3             | Herbert Meißner          | Bündnis 90/Die Grünen | 1579 (+333)      | 2,53 % (+0,46 %)       | 2341 (+636)    | 3,83 % (+0,94 %)        |
| 4             | Franz Xaver Stierstorfer | FW                    | 9138 (+4906)     | 14,64 % (+7,61 %)      | 8355 (+5432)   | 13,66 % (+8,71 %)       |
| 5             | Michael Bachmeier        | FDP                   | 3812 (+2993)     | 6,11 % (+4,75 %)       | 3591 (+2346)   | 5,87 % (+3,76 %)        |
| 6             | Franz Xaver Kieninger    | REP                   | 1092 (−187)      | 1,75 % (-0,37 %)       | 1408 (−42)     | 2,30 % (-0,16 %)        |
| 7             | Maria Birkeneder         | ödp                   | 4178 (+626)      | 6,69 % (+0,79 %)       | 3930 (+318)    | 6,43 % (+0,31 %)        |
| 8             | Harald von Bredow        | BP                    | 808 (−5)         | 1,29 % (-0,06 %)       | 1291 (+458)    | 2,11 % (+0,70 %)        |
| 9             | Dietmar Kuschke          | LINKE                 | 1917 (+1917)     | 3,07 % (+3,07 %)       | 1862 (+1862)   | 3,04 % (+3,04 %)        |
| 10            | Gerhard Gregori          | NPD                   | 1723 (+1051)     | 2,76 % (+1,64 %)       | 1516 (+968)    | 2,48 % (+1,55 %)        |

## Landtagswahl 2003
Die Landtagswahlen zum 15. Bayerischen Landtag fanden am 24. September 2003 statt. Im Stimmkreis Straubing traten neun Parteien an. Die Partei Bürgerrechtsbewegung Solidarität (BüSo) stellte keinen Direktkandidaten zu Wahl.
Neben dem Gewinner des Direktmandats, Herbert Ettengruber, zog Josef Zellmeier über die Bezirksliste Niederbayern der CSU in den Landtag ein.

### Wahlbeteiligung
Von den 107.104 Stimmberechtigten übten 61.264 ihr Wahlrecht aus, was einer Wahlbeteiligung von 57,20 % entspricht. In der Stadt Straubing war dabei der Anteil der Wähler unter den 33.772 Stimmberechtigten mit 48,71 % deutlich niedriger als im Landkreis Straubing-Bogen der auf 61,11 % bei 73.332 Stimmberechtigten kam. Im Freistaat Bayern lag die Wahlbeteiligung mit 57,1 % auf dem gleichen Niveau wie im Stimmkreis Straubing.
|              | Gültige | Ungültige |
| ------------ | ------- | --------- |
| Erststimmen  | 60.568  | 693       |
| Zweitstimmen | 59.890  | 1370      |

### Ergebnisse
| Wahlvorschlag | Name                | Partei | Erststimmen | Anteil der Erststimmen | Zweitstimmen | Anteil der Zweitstimmen |
| ------------- | ------------------- | ------ | ----------- | ---------------------- | ------------ | ----------------------- |
| 1             | Herbert Ettengruber | CSU    | 40.307      | 66,55 %                | 41.669       | 69,58 %                 |
| 2             | Fritz Fuchs         | SPD    | 6827        | 11,27 %                | 7072         | 11,81 %                 |
| 3             | Klaus Kleine        | GRÜNE  | 1229        | 2,03 %                 | 1397         | 2,33 %                  |
| 4             | Ludwig Waas         | FW     | 4601        | 7,60 %                 | 3965         | 6,62 %                  |
| 5             | Erwin Söldner       | REP    | 1465        | 2,42 %                 | 1514         | 2,53 %                  |
| 6             | Bernhard Suttner    | ödp    | 4277        | 7,06 %                 | 2888         | 4,82 %                  |
| 7             | Albert Genau        | FDP    | 927         | 1,53 %                 | 831          | 1,39 %                  |
| 8             | Helmut Ettl         | BP     | 935         | 1,54 %                 | 518          | 0,86 %                  |
| 9             | –                   | BüSo   | –           | –                      | 36           | 0,06 %                  |

## Bezirkstagswahl 2003
| Wahlvorschlag | Name              | Partei | Erststimmen | Anteil der Erststimmen | Zweitstimmen | Anteil der Zweitstimmen |
| ------------- | ----------------- | ------ | ----------- | ---------------------- | ------------ | ----------------------- |
| 1             | Franz Schedlbauer | CSU    | 40.888      | 67,90 %                | 39.944       | 67,64 %                 |
| 2             | Christine Schrock | SPD    | 6717        | 11,15 %                | 6796         | 11,51 %                 |
| 3             | Herbert Meißner   | GRÜNE  | 1246        | 2,07 %                 | 1705         | 2,89 %                  |
| 4             | Manfred Ecker     | FW     | 4232        | 7,03 %                 | 2923         | 4,95 %                  |
| 5             | Harald Fritsche   | REP    | 1279        | 2,12 %                 | 1450         | 2,46 %                  |
| 6             | Maria Birkeneder  | ödp    | 3552        | 5,90 %                 | 3612         | 6,12 %                  |
| 7             | Matthias Schamm   | FDP    | 819         | 1,36 %                 | 1245         | 2,11 %                  |
| 8             | Helmut Maierhofer | BP     | 813         | 1,35 %                 | 833          | 1,41 %                  |
| 9             | Sascha Roßmüller  | NPD    | 672         | 1,12 %                 | 548          | 0,93 %                  |